# 3 Chains O' Gold
Pour plus de détails, voir Fiche technique et Distribution.
3 Chains O' Gold est un film de 1994 censée illustrer en images l'album Love Symbol qui a été annoncé comme une suite musicale avec une histoire. Si sur le disque l'histoire est difficilement décelable, elle est en revanche un peu plus claire sur vidéo. Le tout ressemble plus à un enchaînement de vidéo clip qu'à un vrai film. Cela forme une intrigue assez inexistante. Le film a été classé 69e best-seller vidéo en 1994.

## Synopsis
L'histoire commence avec l'assassinat du père de la princesse égyptienne Mayte par sept assaillants inconnus. Mayte estime que les assassins faisaient partie de la fameuse organisation « 3 Chains of Gold ». Elle veut mettre au point un plan pour riposter avec Prince, comme elle croit qu'il est le seul qui puisse la protéger des chaînes des sept assassins. Ce qui suit est une histoire d'amour entre Prince et Mayte, et pour finir Prince organise l'assassinat des 7 assaillants (accompagnée par la chanson "7"). L'histoire est un peu tirée par les cheveux, mais elle tente d'expliquer pourquoi Prince en est arrivé à en changer de nom : découverte de l'amour et de la spiritualité.
Les chansons apparaissant sont :
- My Name is Prince
- Sexy MF
- Love 2 the 9s
- The Morning Papers
- The Max
- Blue Light
- I Wanna Melt with U
- Sweet Baby
- The Continental
- Damm U
- 7
- The Call

## Analyse
À la fin du film, dans l'épilogue, Prince explique son changement de nom en se justifiant par sa recherche à renaître et à avoir une vie parfaite. Sous forme poétique il fait cette déclaration, on peut la traduire ainsi :

« Le septième jour du sixième mois

Mil neuf cent quatre-vingt-treize

Marquant la fin et le début de cycles de création,

Prince, atteignant l'équilibre de ses 35 ans,

Mit en pratique les préceptes de la perfection :

Exprimer la félicité par la liberté d'être soi-même,

Incarner la New Power Generation dans

La réalisation des six périodes d'involution permettant sa propre

Naissance, se régénérant sous un nouveau nom : [Love Symbol]

Car l'aube venue, tous requerront un nom indicible

Pour différencier celui, ineffable, qui doit exister. »

Le film est donc accompagné par l'album Love Symbol, mais les chansons de l'album ne font pas toutes une apparition dans le film, et la plupart de celles qui apparaissent sont des versions révisées.
Le titre du film est une chanson instrumental qui n'apparais qu'à la fin du film. On remarque aussi, qu'une partie des dialogues de l'album apparaissent dans le film (l'appel téléphonique d'un journaliste, par Kirstie Alley et Prince). En revanche le discours final du film (réalisé par Mayte) n'apparaît pas sur l'album, à la place c'est un autre appel téléphonique.

## Fiche Technique
- Titre original : 3 Chains O' Gold Video Collection
- Réalisation : Prince, Parris Patton et Randee St. Nicholas
- Période de tournage : début 1992
- Producteur : NPG Records
- Label : Warner Music Vision
- Musique : Prince
- Directeur artistique : Prince
- Sortie : Août 1994 aux États-Unis
- Genre : Divertissement,compilation de clips vidéos

## Acteurs
- Prince — Lui-même
- Levi Seacer, Jr. — Chant et Guitare
- Sonny Thompson — Sonny T
- Tommy Barbarella —
- Michael Bland — Michel B
- Tony Mosley — Tony M
- Kirky Johnson - Kirky J
- Damon Dickson —
- The NPG Hornz ou The Game Boyz
- Mayte Garcia — elle-même nommé Mayte
- Kirstie Alley - Vanessa Bartholomew
- Troy Byer Bailey
- Sherry Carter
- Sachin Chauhan
- Cody Chilton